# Cronologia das artes marciais
Esta cronologia das artes marciais é desenvolvida para ajudar a descrever a história das artes marciais de uma forma linear. Muitos dos artigos sobre estilos específicos têm discussões sobre sua história. Este artigo é desenvolvido para ajudar a visualizar o desenvolvimento destas artes, para ajudar a compreender melhor a evolução dos vários estilos e ilustrar onde eles se inter-relacionam.
A história das artes marciais é um desafio para documentar com precisão, devido à falta de registros históricos, a natureza secreta da relação professor-aluno e das circunstâncias políticas durante grande parte da sua história. É provável que muitas técnicas foram aprendidas, esquecidas, e reaprendidas ao longo da história humana.

## Idade do Cobre (4000 AC)
- Século XL a.C. - Foi criado, na China, pelo lendário Jakus-Shu, um estilo de arte marcial chamado Chiao-Ti, hoje denominado Shuai Chiao ou Shuai Jiao. Existem indícios que provam que é a primeira arte marcial do mundo. O Shuai Chiao é muito conhecido por ser um dos mais eficazes estilos de Wushu (Kung Fu).

## Idade do Bronze (2000 a 1000 AC)
- Século XX a.C. - Pinturas murais no túmulo 15 em Beni Haçane, descrevendo técnicas de wrestling.

Século XIX AC - a luta celta (que evoluiu para outras lutas, como o Wrestling da Cornualha, Collar-and-elbow, etc.) é descrita como parte dos Jogos Tailteanos que continuaram até a época dos normandos.
- Século XVIII a.C. - O poema épico babilônico Epopeia de Gilgamesh, inclui as principais armas de mão (a espada, o machado, o arco e a lança) utilizadas antes da era da pólvora.

## Idade do Ferro e Antiguidade
Muitas das artes marciais praticadas hoje têm suas raízes na Índia e na China, onde acredita-se que o início do amplo intercâmbio comercial e cultural tenha ocorrido por volta de 600 AC. Essa expansão do comércio para o Japão e Okinawa posteriormente, provavelmente resultou no intercâmbio da técnica e da filosofia entre um subgrupo de praticantes de artes marciais há mais de dois mil anos.
- Século VIII AC - Aproximadamente o início da Competição Olímpica Grega (Jogos Olímpicos da Antiguidade). Através da popularidade das Olimpíadas, as artes marciais como o boxe, o wrestling e o pancrácio floresceram.
- Século VIII AC - A Ilíada de Homero descreve muitas cenas de combate corpo-a-corpo em detalhes.
- Século VI AC - Sun Tzu escreveu A Arte da Guerra, uma das obras seminais de estratégia e táticas militares, durante o Período dos Reinos Combatentes da história chinesa.
- 628 aC - O Pancrácio, que é considerado uma espécie de “tataravô do MMA” teve a sua primeira aparição nos Jogos Olímpicos da Antiguidade.
- 300 AC - Fundação do Taoísmo, que mais tarde influenciou os estilos de artes marciais internas chinesas, como o Hsing-I Chuan e o Tai Chi Chuan, que envolvem o cultivo do chi e o estudo dos movimentos da natureza e dos animais.
- 264 AC - Primeiros combates de Gladiadores encenados em Roma, registrados por Décimo Júnio Bruto Albino.
- 50 AC - Os mais antigos registros de artes marciais coreanas chamado Taekkyeon encontrado em pinturas nas Muyong-chong, um túmulo real da dinastia Koguryo.[2]
- 72 DC - O Coliseu é inaugurado em Roma, proporcionando ao público o maior local de apresentação de artes marciais do mundo nos próximos 300 anos.
- Século II - P.Oxy. III 466, um papiro grego manuscrito sobre wrestling, é escrito. É o mais antigo manual de artes marciais europeu conhecido.
- 477 DC - O primeiro monge Shaolin foi Batuo, um mestre dhyana indiano que foi à China em 464 d.C. para difundir os ensinamentos budistas.

## Idade Média (500 a 1500)
- 500 - O principal Templo Shaolin foi construído na base oeste da cadeia de montanhas chinesas Song Shan, sob as ordens do Imperador Hsiao-wen. Sucessivos imperadores chineses autorizaram monges lutadores à treinar no templo. Posteriormente, outros templos Shaolin são construídos na China.
- 550 - O monge indiano Bodhidharma (chamado no Japão de Dharuma) funda o zen-budismo e contribui com o maipayat para as artes marciais dos templos Shaolin. Sua filosofia inclui meditação estática e técnicas de respiração relacionadas, e inclui as virtudes marciais da disciplina, humildade, moderação e respeito à vida.
- 630 - Na Índia, arte em templo hindu mostra técnicas de combate desarmado.
- 728 - Data da "estela de combate" no Mosteiro Shaolin.
- 782 - O período Heian japonês começa. Espadas curvas chamadas de Tachi (espada grande) aparecem. Apesar dos samurais não aparecem tecnicamente até ao século XII, na aparência estas são os primeiros espadas curvas vulgarmente reconhecidas como "espadas de samurai".[3]
- Século XI -  turcos do ramo oguz, ao conquistarem da Anatólia pelos seljúcidas, no final do século XI, introduziram um tipo de luta livre chamada karakucak (literalmente: "abraço negro"). O karakucak teve origem nas antigas lutas da Ásia Ocidental e por sua vez deu origem à atual luta Yağlı güreş.
- Século XII - Origem do Kalari payattu, arte marcial indiana e um dos sistemas de combate mais antigos que existe.
- 1156-1185 - A classe japonesa dos samurais surge durante o período de guerra entre as famílias Taira e Minamoto. O código de guerreiros do Bushido também emerge durante este tempo.
- Século XIII - Malla Purana (Guzerate, Índia)
- Por volta de 1300 - MS I.33, é escrito o mais antigo manual de artes marciais existentes que detalha luta armada.
- 1338 - Início do período Ashikaga japonês, durante o qual a casta samurai expande sua influência. Muitas escolas de esgrima florescem. O período termina em 1500.
- 1400 - A China envia delegações para Okinawa, que então começa a negociar com a China e o Japão. A arte de combate desarmado de Okinawa chamado de "te" é provavelmente influenciada pelas artes marciais chinesas e japonesas ao longo dos próximos três séculos, formando a base para a arte moderna do karatê.
- 1477 - O rei de Okinawa Sho Shin, influenciado pelos japoneses,[1] proíbe o porte de armas. Proibições semelhantes ocorreram no Japão em 1586.[1] Ambas as proibições aparentemente levaram para a clandestinidade o desenvolvimento das artes marciais, e podem ter incentivado as técnicas de combate desarmado desenvolvidas para uso contra soldados armados, tais como o jujutsu.

## Início da Idade Moderna (1500 a 1800)
- 1549 - Hayashizaki Minamoto nasce e mais tarde funda a arte do iaijutsu ou iaido, a arte do desenho e corte com a espada em um único movimento. Mestres sucessores de sua escola podem ser rastreados até os dias atuais.
- 1600 - Uma espada samurai de estilo mais recente, chamada de katana ou daito, é amplamente utilizada.
- 1600 - Escravos afro-brasileiros começaram a desenvolver a arte da Capoeira.
- 1634 - Yuan Sheng, monge guerreiro do século XVII. Entrou para o exército enfrentou lutas entre facções e rebeliões, a maior parte do centro norte e noroeste.
- 1643 - O lendário espadachim japonês Miyamoto Musashi é creditado como autor de O Livro dos Cinco Anéis, um trabalho seminal sobre a arte e a filosofia dos samurais e da esgrima.[4]
- 1660 - Chen Hong Tai e Yuan Sheng, participaram da expulsão dos holandeses que ocupavam a ilha de Taiwan.
- 1674 - O exército do imperador chinês Kangxi queima o Templo Shaolin Song Shan, talvez devido a preocupações sobre a capacidade de sua força de combate. O templo é reconstruído, mas este evento perturba 1100 anos de treinamento concentrado nessa infra-estrutura. Acredita-se que muitos dos monges sobreviventes se mudaram para outros templos, espalhando ainda mais o estilo de luta de Shaolin.[1]
- 1700 - Desenvolvimento do wing chun kung fu.
- 1700 - Afrescos de templos chineses retratam monges do Templo Shaolin praticando combate desarmado. Os estilos te de Okinawa, e o Shaolin da China misturam-se, como parte do comércio entre os países.
- 1743 - Jack Broughton, um lutador inglês de boxe com as mãos nuas, escreve as primeiras regras do boxe, que em 1838 se tornaram as Regras de London Prize.
- 1750 - As técnicas do Tai Chi Chuan são escritas.
- 1790 - O Muyedobotongji foi encomendado pelo rei Jeongjo da Coreia e escrito por Yi Deok-mu, Pak Je-ga, e Baek Dong-su. Vinte e quatro técnicas são descritas e ilustradas, das quais uma lida com o combate desarmado, vinte e uma lidam com a luta armada, e seis incluem habilidades eqüestres. Desenho de coreanos, chineses, japoneses e fontes, é um dos mais completos manuais militares pré-modernos da Ásia Oriental.[5]

## Século XIX
- 1867 - John Graham Chambers publica um conjunto revisto de normas para o boxe. São endossada publicamente por John Douglas, 9° Marquês de Queensberry, levando as regras para se tornar conhecido como as Regras do Marquês de Queensberry.
- 1882 - Jigoro Kano modifica o tradicional jujutsu japonês para desenvolver a arte do judô. Ele abre sua escola, Kodokan. Um dos seus métodos de treinamento, chamado randori, removeu as mais perigosas técnicas de luta tendo ênfase no grappling e submissão entre os alunos praticados com força total. Seus alunos ensinaram o judo usando o randori em todo o mundo durante o início do século XX.
- 1892 - O primeiro campeonato mundial de boxe peso-pesado é realizado sob as Regras do Marquês de Queensberry de 1867, que são semelhantes às usadas hoje. No combate final, Jim Corbett derrotou John L. Sullivan.
- 1893-1901 - Edward William Barton-Wright estuda jujutsu no Japão e cria o bartitsu ao retornar para a Inglaterra, um dos primeiros a introduzir as artes marciais japonesas no Ocidente e criador da primeira arte marcial conhecida que combina estilos de luta asiáticos e europeus.

## Século XX
- 1900 - Os soldados britânicos e americanos no Japão começam a aprender as técnicas de artes marciais do Exército japonês.
- 1908 - O boxe amador torna-se um esporte olímpico.
- 1920-1925 - Mitsuyo Maeda, um estudante de Jigoro Kano, viaja para o Brasil (entre outros lugares) para difundir os ensinamentos do judô. Ele também participa de várias desafios de combate. Em 1925, Carlos Gracie, um aluno de Mitsuyo Maeda, abre a sua escola, a primeira de jiu-jitsu brasileiro. (Ver: artes marciais brasileiras) Posteriormente, esta arte é aperfeiçoada pela família Gracie, particularmente pelo irmão de Carlos, Hélio Gracie.[6]
- 1928 - Registros do Templo Shaolin são queimados, destruindo muitos documentos e registros dos primórdios das artes marciais.
- Por volta da década de 1930 - O governo tailandês apresenta um código de regras e regulamentos para competições de muay thai (boxe tailandês). As luvas são obrigatórias, substituindo as cordas de cânhamo usadas antes da década de 1930. Classes de peso também são introduzidas e padronizadas.
- 1930 - Mestre Bimba apresenta a capoeira ao então presidente da República Getúlio Vargas. O presidente gostou tanto desta arte que a transformou em esporte nacional brasileiro.
- 1935 - Karate torna-se o nome oficial das artes marciais de Okinawa, com base na tradicional arte do te (mão) e o termo kara (vazio ou desarmado).
- 1936 - Gichin Funakoshi publica a primeira edição de seu livro Karate-Do Kyohan, que documenta muito da filosofia e os katas (formas) tradicionais do caratê moderno. Uma segunda edição foi publicada em 1973, muitos anos após sua morte em 1957.[7]
- 1938 - O sambo é apresentado por Anatoly Kharlampiev. Nguyễn Loc apresenta o Vovinam ao grande público.
- 1940 - O Krav Maga é derivado de habilidades de briga de rua, desenvolvidas por Imi Lichtenfeld como um modo de defender o quarteirão judeu durante o período de ativismo antissemita em Bratislava
- 1942 - Morihei Ueshiba começa a usar o termo aikido para descrever sua arte, que está relacionado com aiki-jujutsu. Ele é creditado como o pai do aiquidô.
- 1943 - O judô, o karatê e o kung fu (wushu) são oficialmente introduzido na Coreia, provavelmente começando a se misturar com as artes marciais coreanas.
- 1945 - A primeira academia coreana, ou a escola de artes marciais, abre em Seul. Muitas outras escolas surgem. Militares coreanos recebem treinamento em artes marciais.
- 1945 - Choi, Yong Sool viaja de volta à Coreia depois de morar no Japão com Sokaku Takeda. Ele começa a ensinar dai dong yusool (daito ryu aikijujutsu), que viria a ser conhecido como hapkido.
- 1945 - A Segunda Guerra Mundial termina, com muitos soldados americanos e britânicos posicionados na Ásia e expostos às artes marciais. Isso inclui o norte-americano Robert A. Trias, que começou a ensinar artes marciais asiáticas em Phoenix, no Arizona.
- 1949 - O governo chinês cria regras oficiais para competição de wushu, usadas até hoje nos campeonatos mundiais que acontecem a cada dois anos. O wushu passa a ser conhecido como uma modalidade desportiva tradicional.
- 1951 - Ano da famosa luta Hélio Gracie x Masahiko Kimura
- 1955 - Em 11 de abril, o General Choi solicita um encontro entre mestres coreanos para unificar as artes marciais coreanas.
- 1956 - Shimabuku realiza uma reunião com seus alunos e proclama o seu novo sistema como isshinryu.
- 1957 - Taekwondo torna-se o nome oficial das artes marciais coreanas.
- 1959 - Bruce Lee chega aos Estados Unidos e começa a ensinar kung-fu (wushu) para seu primeiro aluno, o afro-americano Jesse Glover, a primeira instância documentado de um ocidental que está sendo ensinado em artes marciais chinesas.
- 1959 - A Korea Taekwondo Association (KTA) é formada.
- 1963 - Ano em que ocorre a luta Gene LeBell x Milo Savage, que é considerada o primeiro duelo de MMA dos EUA[8].
- 1964 - O kyokushin kaikan um estilo de caratê full-contact, é fundado por Masutatsu Oyama.
- 1966 - A International Taekwondo Federation (ITF) é formada.
- 1972 - O judô torna-se um esporte olímpico oficial.
- 1973 - O filme de Bruce Lee, Enter the Dragon, traz artes marciais asiáticas para o público interno dos Estados Unidos. Ele morre no mesmo ano.
- 1973 - A World Taekwondo Federation (WTF) é formada.
- 1975 - O livro de Bruce Lee O Tao do Jeet Kune Do é publicado após sua morte. Ele credita a influência do boxe e da esgrima ocidental no desenvolvimento de sua arte, entre outros.[9]
- 1976 - Ano em que ocorre a controversa luta entre o pugilista Muhammad Ali contra o wrestler japonês Antonio Inoki.
- 1978 - O tukong moosul, desenvolvido por Jang Su-ok, é aprovado pelo Comando de Guerra Especial sul-coreano.[10][11]
- 1980 - O Lun Tien Thuen, é um estilo de kung fu (wushu) baseado nas técnicas do sul e norte da china, fundado por Chen Hwa Tong, difundido  no Brasil pelo seu discípulo, Henrique de Souza Gonçalves (Grão Mestre Gonçalves).
- 1980 - O ashihara kaikan, um estilo de caratê de contato total, fundado por Ashihara Hideyuki. Muitas vezes é referido como "fighting karate" pelos seus praticantes.
- 1983 - O nhat nam, uma arte marcial vietnamita, foi oficialmente apresentado pelo mestre das artes marciais Ngo Xuan Binh.
- 1984 - Em 30 de novembro ocorre a Noite das Artes Marciais no Ginásio do Maracanãzinho. O evento contou com 5 lutas, 4 delas com integrantes do chamado Gracie Jiu-jitsu contra representantes de várias artes marciais.
- 1988 - O estilo da WTF de taekwondo torna-se um esporte de demonstração olímpico. Em 2000 se torna um esporte de medalhas completo.
- 1991 - No dia 26 de setembro ocorre o Desafio - Jiu Jitsu vs Luta Livre, evento transmitido ao vivo pela TV Globo.
- 1993 - Ano em que ocorre o primeiro evento do Ultimate Fighting Championship. O lutador de jiu-jitsu brasileiro Royce Gracie ganha o evento.

## Século XXI
- 2001 - O Marine Corps Martial Arts Program (MCMAP) é formalizado nos Estados Unidos.
- 2007 - A Zuffa, LLC, a empresa que possui o Ultimate Fighting Championship (um evento de artes marciais mistas) comprou o evento PRIDE da Dream Stage Entertainment.
- 2009 - O arnis moderno foi declarado como esporte nacional das Filipinas.
- 2010 - Primeira edição do World Combat Games
- 2021 - O caratê se torna oficialmente um esporte olímpico